# Temple Zhiyuan (Panshan)
Ne doit pas être confondu avec le temple Zhiyuan situé sur le mont Jiuhua dans le xian de Qingyang.
Le temple Zhiyuan  (chinois simplifié : 祗园寺 ; chinois traditionnel : 祗園寺 ; pinyin : Zhīyuán Sì) est un ancien temple Bouddhisme mahāyāna situé à Shaling dans le xian de Panshan, en république populaire de Chine.

## Historique
Le temple Zhiyuan a été construit à l'origine au 19e siècle,  durant la période Guangxu (chinois simplifié : 光绪帝) (1871-1908) de la dynastie Qing (1644-1911), mais à cause de la guerre et des catastrophes naturelles a été reconstruit de nombreuses fois depuis lors. Les travaux de réparation et de restauration s'est achevée en août 1998.

## Architecture
Le temple Zhiyuan couvre une superficie de 2 400 m2 et la superficie totale, y compris les terres du temple, les forêts et les montagnes, dépasse 3 700 m2. Les bâtiments principaux existants comprennent le Shanmen, la salle des Quatre Rois Célestes qui doit son nom aux quatre statues rois célestes exposées dans la salle.
À l'arrière de la statue de Sakyamuni se trouve la statue de Guanyin. Les statues des dix-huit arhats se dressent des deux côtés de la salle, la tour du Tambour, le clocher, et le Hall du Guru et la bibliothèque des textes bouddhistes. Dans les salles du temple sont abrités diverses objets historiques notamment des statues Guanyin (chinois simplifié : 观音, bronzes confucéens, et des meubles laqués rouges de Ningbo.

### Salle Mahavira
la salle du  Mahāvīra généralement simplement connue sous le nom de salle principale, est la pièce principale du temple bouddhiste chinois traditionnel, consacrant des représentations du Bouddha: Siddhārtha Gautama (sanskrit ; pāli : Siddhattha Gotama, dit Shakyamuni, et d'autres bouddhas et bodhisattvas. Elle abrite trois statues en cuivre doré du Bouddha à trois vies, chaque statue mesure environ 10 mètres ( Unité «  » inconnue du modèle {{Conversion}}.) de haut. À l'arrière de la statue de Sakyamuni se trouve la statue de Guanyin. Les statues des dix-huit arhats se dressent des deux côtés de la salle. (chinois simplifié : 十八罗汉/十八阿罗汉 ; chinois traditionnel : 十八羅漢/十八阿羅漢 ; pinyin : shíbā luóhàn/shíbā āluóhàn) ou dix-huit luohan.Les dix-huit arhats (chinois simplifié : 十八罗汉/十八阿罗汉 ; chinois traditionnel : 十八羅漢/十八阿羅漢 ; pinyin : shíbā luóhàn/shíbā āluóhàn) ou dix-huit luohan, sont des personnages de la mythologie bouddhique (en) ayant atteint le stade d'arhat dans la culture bouddhiste chinoise.